# George Atherton
George Atherton, conocido como Gee Atherton (Salisbury, 13 de noviembre de 1981), es un deportista británico que compite en ciclismo de montaña en la disciplina de descenso.
Ganó cuatro medallas en el Campeonato Mundial de Ciclismo de Montaña entre los años 2007 y 2014, y una medalla de oro en el Campeonato Europeo de Ciclismo de Montaña de 2006.

## Palmarés internacional
| Campeonato Mundial | Campeonato Mundial            | Campeonato Mundial | Campeonato Mundial |
| Año                | Lugar                         | Medalla            | Competición        |
| ------------------ | ----------------------------- | ------------------ | ------------------ |
| 2007               | Fort William (Reino Unido)    | Medalla de bronce  | Descenso           |
| 2008               | Val di Sole (Italia)          | Medalla de oro     | Descenso           |
| 2012               | Leogang/Saalfelden (Austria)  | Medalla de plata   | Descenso           |
| 2014               | Hafjell/Lillehammer (Noruega) | Medalla de oro     | Descenso           |
| Campeonato Europeo |                               |                    |                    |
| Año                | Lugar                         | Medalla            | Competición        |
| 2006               | Commezzadura (Italia)         | Medalla de oro     | Descenso           |